# Trechona
Trechona is een geslacht van spinnen uit de familie Dipluridae.

## Soorten
De volgende soorten zijn bij het geslacht ingedeeld:
- Trechona rufa Vellard, 1924
- Trechona uniformis Mello-Leitão, 1935
- Trechona venosa (Latreille, 1832)